# Pont des Vendéens
Le Pont des Vendéens, aussi nommé Pont de Pontlieue achevé au Mans au cours du XIe siècle, est un pont en pierre qui traversait l'Huisne. Il fut certainement refait par un certain de la Touche. Il est notamment célèbre pour avoir été miné par les troupes mancelles lors de l'insurrection vendéenne.  Le pont fut ainsi détruit avant l'arrivée des vendéens dans la ville, juste avant le massacre de la Bataille du Mans. Les restes du pont furent conservés et sont aujourd'hui encore visibles et accessibles comme parc public, tout près de la promenade Newton. Par la suite fut construit un nouveau pont à une centaine de mètres de l'ancien pont, c'est le nouveau Pont de Pontlieue.
Ces deux ponts sont situés dans le quartier de Pontlieue, échangeur et lieu de passage important de la ville du Mans. L'ancien pont fut longtemps le seul disponible pour traverser l'Huisne au sud de la ville. Le nom de Pontlieue venait du fait que la commune était situé à une lieue du couvent de la couture. La route passant par le pont fut d'abord religieuse. La possible traversée de la rivière par Saint-Martin en est le point de départ. L'église de la Mission ou Église Sainte Jeanne d'Arc, située à quelques kilomètres plus au nord, fut construite au XIIe siècle sous l'égide des Plantagenêt, à la suite de la mort de Thomas Becket. Elle fut très visitée par les pèlerins puisqu'il s'agissait là d'un hôpital-dieu. Pour s'y rendre, les pèlerins empruntaient toujours le Pont des Vendéens. Plus tard, le mythe voulut que ce soit à cet endroit précis, tout près du vieux pont de Pontlieue, que l'écrivain Paul Scarron devienne infirme, étant resté trop longtemps dans l'eau gelée. Une telle histoire est contée par l'écrivain Simon Chardon de La Rochette. 
Alentour, surtout au bord de l'Huisne, de nouvelles résidences furent créées durant les années 1990. De grands travaux de rénovation furent lancés dès 1990 sous le nom de Pontlieue 2000. Le Pont des Vendéens reste une icône de l'histoire du Mans, au même titre que les Quinconces des Jacobins ou que la Place de la République. Cet édifice reste moins connu que les deux places précédemment citées, notamment car aucune œuvre n'immortalisa la destruction du pont. À l'inverse, Jean Sorieul peignit la Bataille du Mans sur la Place de la République. Mais le pont inspira tout de même plusieurs artistes peintres manceaux, à commencer par Louis Moullin ou Saint-Elme-Champ. Nombre de leurs représentations artistiques se situent au Musée de la Reine Bérengère du Mans.